# City of London

City of London címere a Domine Dirige Nos („Isten, légy vezetőnk“) mottóval

A City of London földrajzilag egy kis kiterjedésű city Angliában Nagy-London belvárosában. Ez Londonnak az a történelmi központja, mely köré Westminsterrel együtt a városi konurbáció kinőtt. A City határai a középkor vége óta szinte változatlanok, s ebből fakadóan az azóta nagyon megnőtt londoni területnek csak egy nagyon kis része tartozik hozzá. Gyakran emlegetik, mint a City, vagy mint Négyzetmérföld, mivel területe épphogy nagyobb, mint egy négyzetmérföld, (1,12 mérföld² / 2,90 km²). Ezeket a kifejezéseket gyakran használják metonímiaként az Egyesült Királyság pénzügyi rendszerére is, mivel elsődlegesen ez a központja.
A középkorban a City számított Londonnak, és megkülönböztették a közeli, bár elkülönült Westminster településtől, melyből később kialakult a City of Westminster. Ma a "London" fogalom egy sokkal nagyobb területre utal, melynek mindkét city részét képezi. A City of London része London városközpontjának, de a pénzügyi intézmények kivételével a város metropoliszi funkciói a West Enden összpontosulnak. A City ma az egyik legnagyobb üzleti és pénzügyi központ, s a világméretű pénzügyek tekintetében együtt lehet emlegetni New Yorkkal. A City lakossága 10 000 fő alatt van, de több mint 340 000 embert alkalmaznak itt, többségében a pénzügyi szektorban, s a magas foglalkoztatottságnak köszönhetően csúcsidőben sűrű a terület tömegközlekedési hálózata. Úgy is ismerik, mint a világon a leggazdagabb négyzetmérföld.
A City nem tartozik a 32 londoni kerület közé. A területet a City of London Corporation irányítja, melynek feladatai közé olyan, általában nem a helyi tanács irányítása alatt álló feladatok is tartoznak, mint a City területén működő rendőrség felügyelete.

## Kiterjedése
A City of London mind területét, mind népességét tekintve Anglia legkisebb ceremoniális megyéje. Országos szinten a walesi St David’s után mindkét listán a második legkisebb.

### Változások

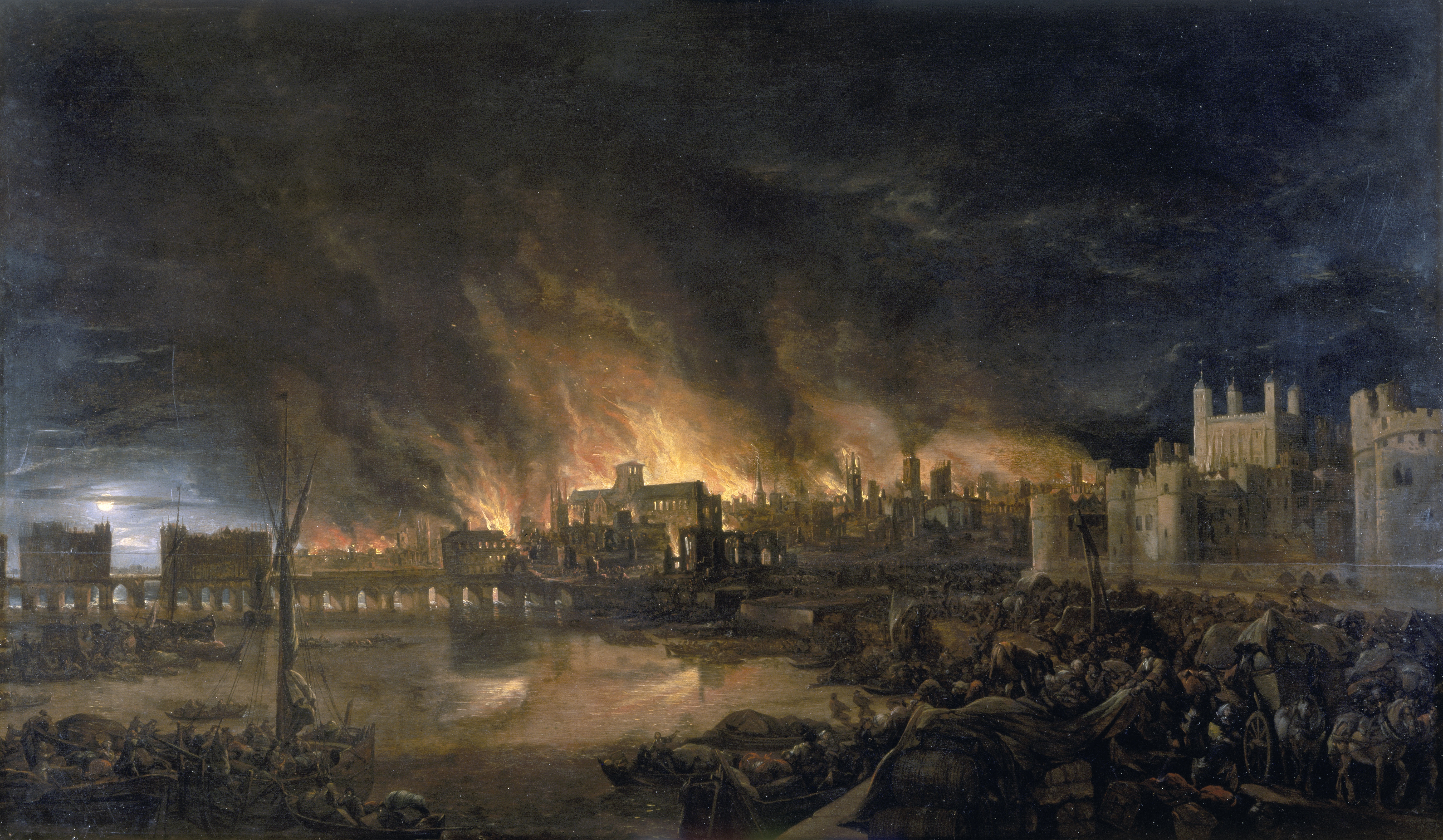
Az 1666-os nagy londoni tűzvész a City majdnem négyötödét felégette

A City méretét a köré védelmi célokból épített területhatárként szolgáló fal, a London Wall jelölte ki. Ezt a Római Birodalom idején, a 2. század végén építették, hogy megvédjék a stratégiai fontosságú kikötővárost. Mostanra azonban már nem ez a fal jelzi a City határát, mivel fennhatóságát az idők folyamán jelentősen kiterjesztette. A középkorban a City fennhatósága Nyugatra a Fleet Street mentén a Temple Barig kiterjedt, s magába foglalt más City-határokat is, mint például amilyen Holborn, Aldersgate, Bishopsgate vagy Aldgate. Ezek voltak a City legfontosabb bejáratai, és az itteni ellenőrzések fontos szerepet játszottak Londonnak a kereskedelemben betöltött fontos szerepének fennmaradásában.
Bár a fal eltűnt, néhány része még ma is látogatható. A náci Németország London ellen intézett légitámadása közepette 1940. december 29-én egy légitámadást követően a Museum of London környékén megtalálták a fal egy részét. A St Alphage-nél egy, míg a Londoni Tower közelében két rész is látogatható.
A City határai egészen az 1993-as határmódosításokig változatlanok maradtak. Ekkor jelentősen kibővült a területe nyugati, északi és keleti irányba egyaránt. Ekkor Westminstertől, Camdentől, Islingtontól, Hackneytől és Tower Hamletstől csatoltak el kisebb részeket. Az 1993-as határkiigazításra elsősorban azért volt szükség, mert városi tájkép annyira megváltozott, hogy a határterületek teljesen elvesztették jelentésüket. A folyamat során a City kis parcellákat elvesztett, de összességében nyertesen került ki a cserékből. A leghíresebb cserélt terület, az akkor teljesen újonnan átadott Broadgate épületegyüttes teljes egészében a Cityhez került.
Southwark, ami a Temze másik oldalán, a Citytől délre fekszik, 1550 és 1899 között a Cityhez tartozott, és a híd nélküli körzetnek nevezték. Ma ez a terület Southwark kerület része. A Londoni Tower mindig is a City határain kívül feküdt, ma Tower Hamlets része.

### A mostani határok

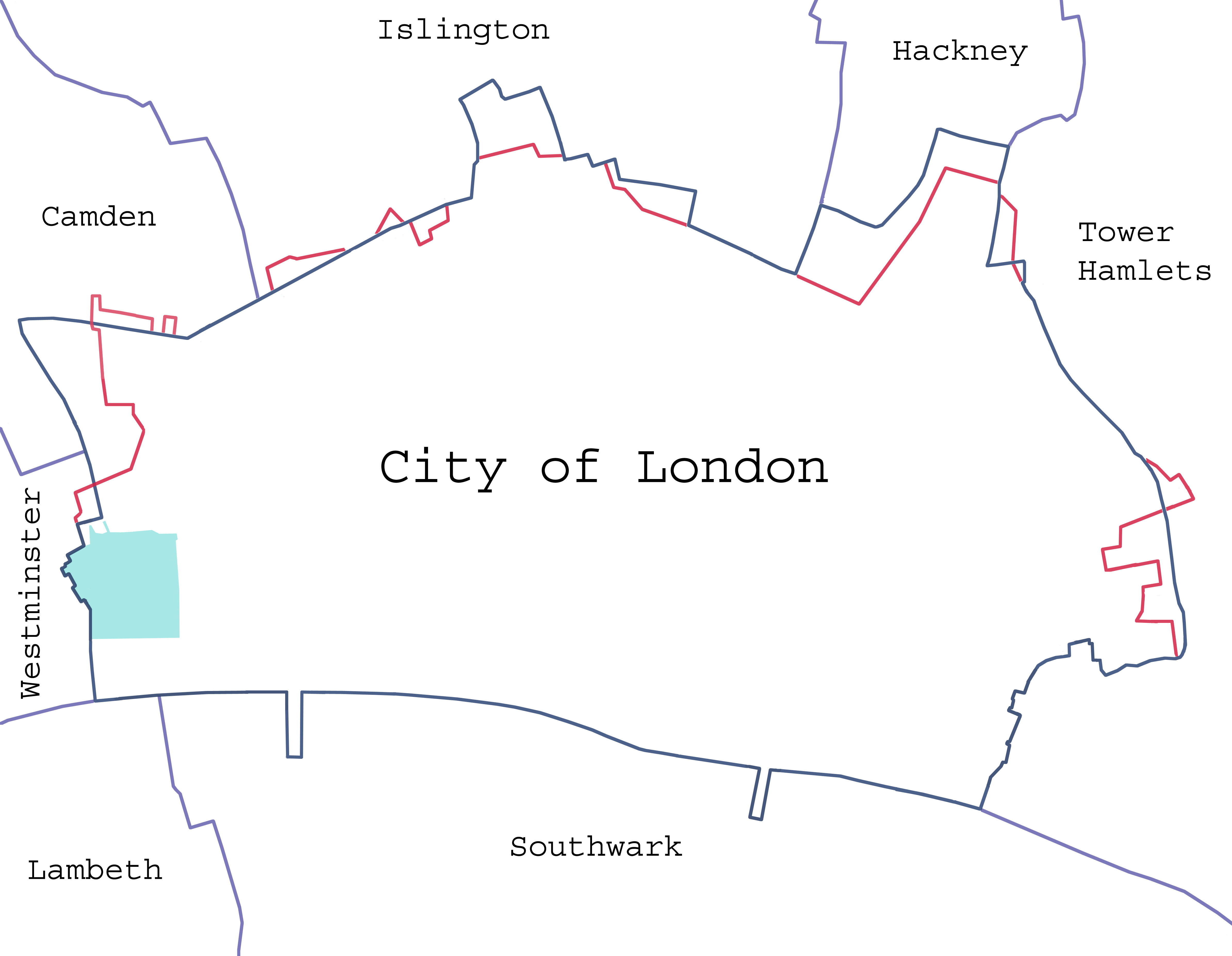
A City jelenlegi és 1993 előtti határai, szomszédos kerületei. Az Inner és Middle Temple által elfoglalt területeket is jelzi a térkép

Nyugatról indulva, ahol a City találkozik Westminsterrel, a terület határa a Temze felől metszi a Viktória rakpartot, nyugaton elmegy a Middle Temple mellett, majd a Strand és a Fleet Street vonalán keletnek tart. Ezt követően északnak veszi az irányt, ahol egészen a, Chancery Lane-ig megy, ahol Camdennel közös határa kezdődik. A Holbornig továbbra is észak felé megy a határ, ahol keletnek veszi az irányt, s ezt egészen a Holborn Circusig tartja, majd a Charterhouse Streetig északkelet felé megy tovább. Ahogy átszeli a Farringdon Roadot, ezt követpően rögtön Islingtonnal lesz határos a City. Tovább megy a határvonal Aldersgate-ig, ahol északnak veszi az irányt, majd néhány kis utca után keletre fordul, ahol az Aldersgate-ből Goswell Road lesz. Itt, a Baltic Street Westnél van a City legészakibb pontja. A Barbican Estate végig határterület, egészen a Ropemaker Streetig, majd innentől keletnek fordul, s áthalad a Moorgate-en, s itt kezdődik South Place. Itt északnak veszi az irányt, ahol Hackneyjel lesz határos a City, ezután mellékutcákon keletnek, északnak, majd ismét keletnek megy, majd mielőtt a határ elfordulna délre a Norton Folgate-nél, a határ eléri legészakibb pontját. Ezt követően Tower Hamletsszel lesz határos. Innen délre halad egészen a Bishopsgate-ig, majd mellékutcákon keresztül eléri a Middlesex Streetet, ahol délkeleti irányba, majd délre fordul. Innen más irányt vesz, elmegy nyugatra, hogy a Londoni Tower Tower Hamlets része maradjon, és itt éri el a határ a folyót.
A City határa délre megy a Temze közepén, de két híd, a London Bridge és Blackfriars Bridge teljesen a City kezelésében van, de az alatta átfolyó folyamnak csak a fele. Ez egészen speciális megoldás a brit közigazgatásban. A City határait fekete a City jelképét magukon viselő kikötőkorlátok jelzik. A nagyobb bejáratoknál, mint amilyen a Fleet Streeten a Temple Bar, egy impozáns szobor jelzi, melyen egy sárkány néz a szomszédos területek irányába.
A határ hivatalos térképe

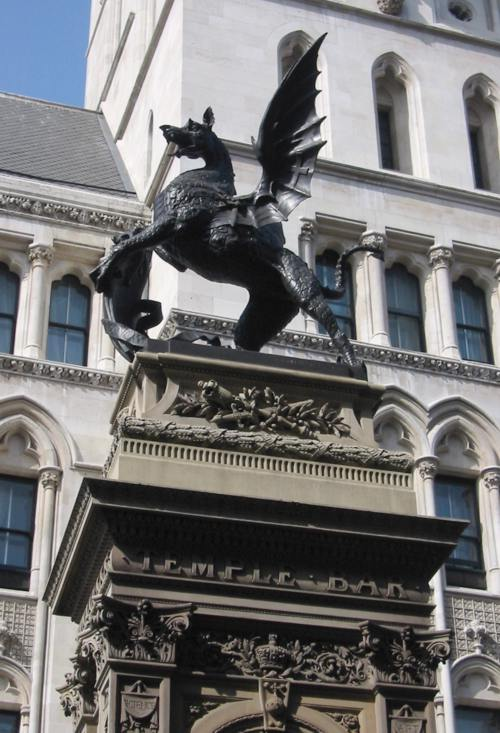
Sárkányszobor a Temple Barnál, amely a City és Westminster között jelzi a határt

Néhány helyen a pénzügyi körzet határai gyökeresen eltérnek a politikai határoktól, leginkább Tower Hamlets, Hackney és Islington irányába, s nem hivatalosan ezeket a területeket is a Négyzetmérföld részének tekintik. Az 1990-es évektől a City keleti pereme Hackneyig és Tower Hamletsig ér el, s ezek a területek igen nagy mértékben az irodafejlesztők látóterének középpontjába kerültek, mivel itt nagyobb méretű irodákat lehet kialakítani, mint a Cityben.

## Népessége
A kerület népessége a korábbiakban az alábbi módon alakult:
| Lakosok száma | 15 758 | 10 920 | 5718 | 4325 | 3861 | 7186 | 7600 | 8800 | 8583 | 10 847 |
|               | 1931   | 1941   | 1961 | 1971 | 1991 | 2001 | 2012 | 2015 | 2021 | 2022   |